# Seven Points (Texas)
Seven Points es una ciudad ubicada en el condado de Henderson en el estado estadounidense de Texas. En el Censo de 2010 tenía una población de 1455 habitantes y una densidad poblacional de 203,25 personas por km².

## Geografía
Seven Points se encuentra ubicada en las coordenadas 32°20′17″N 96°14′4″O / 32.33806, -96.23444. Según la Oficina del Censo de los Estados Unidos, Seven Points tiene una superficie total de 7.16 km², de la cual 7.13 km² corresponden a tierra firme y (0.43%) 0.03 km² es agua.

## Demografía
Según el censo de 2010, había 1455 personas residiendo en Seven Points. La densidad de población era de 203,25 hab./km². De los 1455 habitantes, Seven Points estaba compuesto por el 93.68% blancos, el 1.03% eran afroamericanos, el 0.21% eran amerindios, el 0.07% eran asiáticos, el 0.07% eran isleños del Pacífico, el 3.37% eran de otras razas y el 1.58% pertenecían a dos o más razas. Del total de la población el 10.03% eran hispanos o latinos de cualquier raza.